# 现代快报+
《现代快报+》是中华人民共和国报纸，创刊于1999年10月12日，原为中国新华社直属事业单位，现隶属于凤凰出版传媒集团。报社位于南京，是面向长江三角洲地区（主要在江苏省内）发行的综合性城市日报。该报以“讲真话、办实事、树正气”为办报宗旨，以“贴近群众、贴近生活”为办报原则，融新闻性与服务性于一体。

## 历史
《现代快报+》的前身为1993年4月创刊的经济类报纸《买卖报》，由新华社江苏分社主办，1994年8月起更名为《现代经济报》。1999年10月12日，《现代经济报》更名为《现代快报》，并进行改版。当时该报搞出了1角的零售价，一个月内发行量突破10万份。此后，该报发行量每天递增一万份。
2001年，《现代快报》改为新华社直属事业单位，并于2003年走出南京市场，向江苏全省扩展。2009年，《现代快报》社转制为新华社直属企业。
2015年11月27日，经国家新闻出版广电总局批准，《现代快报》改为由中共江苏省委宣传部主管，凤凰出版传媒集团主办。
2018年10月12日，《现代快报》于头版发表“+一起，更美好”，同时更名为《现代快报+》。

## 版面
原《现代快报》每日除提供新闻版面外，还辟有楼市、证券、教育、健康、旅游、人才、美食、电脑、时尚、汽车等专版，以满足不同人群的需求，曾创造最高日出168版的纪录。另外该报还设有地方新闻专版（各地名称均不一样，例如南京地区为《南京》，无锡地区为《生活无锡》等）。目前该报为配合新媒体发展及降低因新闻纸涨价而带来的高额印刷成本已全面大量减版，现日均出版16版。

## 发行
《现代快报+》主要面向江苏省内发行，侧重于南京和苏南地区，在江苏各地级市同时印刷。该报发行范围亦覆盖合肥、马鞍山、芜湖、黄山、滁州、蚌埠等安徽地区。
根据世界报业协会在2006年发布的世界日报发行量最大的100家报刊中，《现代快报》（原）以75.1万的发行量位居世界第80位。2004年曾突破日发行量100万份的纪录。

## 新媒体
《现代快报+》于2011年进军互联网和移动终端领域，并于2013年开始建设户外大屏和室内电子显示屏集群。
2016年6月16日，现代快报+宣布实施转型升级战略，同时宣布“ZAKER南京”正式上线运行。2018年。该报与梨视频达成战略合作。
目前《现代快报+》日常报道以直播、轻视频为主要形式。对于一些突发新闻，《现代快报+》也及时拉起直播群，对新闻现场进行直播。该报制作的新媒体产品获得了较高的点击量，例如2016年7月制作的《无人区·52载守边人》、2017年8月推出的塞罕坝“生态文明建设”系列新媒体产品、讲述黄大发事迹的轻视频《大发渠》、数字连环画《黄大发引水记》、“红墙意识”主题宣传中推出的“拜师西城大妈”、“24小时On Call的红墙卫士”等。2018年3月全国两会期间，中华人民共和国外交部部长王毅在记者会结束后，就该报记者对“精日”分子的所作所为提问时表示“精日”分子是“中国人的败类”，也引起了广泛关注。该报制作的新媒体产品曾获得多个各级新闻奖，包括中国新闻奖。
该报在新传播能力和全媒体综合服务能力实现了大幅度提升，形成了每天超1500万人次的用户群，多个融媒体报道和产品全网传播均超过1亿次。